# Alloeopage euri
Alloeopage euri är en fjärilsart som beskrevs av Louis Beethoven Prout 1916. Alloeopage euri ingår i släktet Alloeopage och familjen mätare. Inga underarter finns listade i Catalogue of Life.